# Elatos (Lapith)
Elatos (altgriechisch Ἔλατος Élatos, lateinisch Élatus, deutsch auch Élat) ist in der griechischen Mythologie ein in Larisa residierender Fürst des thessalischen Volkes der Lapithen.
Elatos war mit Hippe (oder Hippeia) verheiratet, die Anthippos zum Vater hatte. Zwei Argonauten werden als Söhne des Elatos genannt: Polyphemos und Kaineus.
Wenn in anderen Quellen hingegen der Meeresgott Poseidon als Vater des Polyphemos bezeichnet wird, dürfte es sich um eine Verwechslung mit dem Kyklopen Polyphemos der Odyssee handeln, während Kaineus laut einer wohl hellenistischen Verwandlungssage ursprünglich ein Mädchen gewesen sein soll: Demnach war Elatos Vater der Kainis, die von Poseidon auf ihre Bitte hin zu einem unverwundbaren, starken Mann gemacht worden sei und von nun an Kaineus geheißen habe.
Nach einem aus dem als Larisaioi betitelten Werk des griechischen Dichters Sophokles stammenden Fragment soll auch Dotia, die Eponymin der thessalischen Stadt Dotion, eine Tochter des Lapithenfürsten Elatos gewesen sein.